# Revolução liberal do Porto
A Revolução Liberal do Porto de 1820, também referida como Revolução Liberal do Porto ou Revolução do Porto, foi um movimento de cunho liberal que eclodiu a 24 de agosto de 1820 na cidade do Porto e teve repercussões tanto na História de Portugal quanto na História do Brasil. O movimento resultou no retorno (1821) da Corte Portuguesa, que se transferira para o Brasil durante a Guerra Peninsular, e no fim do absolutismo em Portugal, com a ratificação e implementação da primeira Constituição Portuguesa de 1822.

## Antecedentes
A invasão de Portugal pelas tropas napoleónicas, em 1807, provocou a transferência da corte portuguesa para o Brasil (1808-1821). Embora as tropas de Napoleão tenham sido batidas com o auxílio de tropas britânicas, o país viu-se numa posição muito frágil: sem corte a residir no país e na condição de protetorado.
A assinatura do Decreto de Abertura dos Portos às Nações Amigas, que na prática significou o fim do chamado "pacto colonial" e, posteriormente, dos Tratados de 1810, garantindo privilégios alfandegários aos produtos britânicos nas alfândegas portuguesas, mergulhou o comércio de cidades como o Porto e Lisboa em uma profunda crise, de que se ressentia a sua classe burguesa.
O controle britânico das forças militares também acarretava profundo mal-estar entre a oficialidade do Exército Português.

### A Conspiração de Lisboa (1817)
Libertado Portugal da ocupação das tropas francesas, e após a derrota definitiva de Napoleão Bonaparte (1815), formou-se em Lisboa o "Supremo Conselho Regenerador de Portugal e do Algarve", integrado por oficiais do Exército e Maçons, com o objectivo de expulsar os britânicos do controlo militar de Portugal, promovendo a "salvação da independência" da pátria.
Este movimento, liderado pelo General Gomes Freire de Andrade, durante o seu breve período de existência, esforçou-se no planeamento da introdução do liberalismo em Portugal, embora não tenha conseguido atingir os seus propósitos finais.
Denunciado em Maio de 1817, a sua repressão conduziu à prisão de muitos suspeitos, entre os quais o general Gomes Freire de Andrade, Grão-Mestre do Grande Oriente Lusitano (1815-1817), acusado de líder da conspiração contra a monarquia de João VI, em Portugal continental representada pela Regência, então sob o governo militar britânico de William Carr Beresford.
Em outubro de 1817, o tribunal considerou culpados de traição à pátria e sentenciou à morte, por enforcamento, doze acusados. As execuções de José Ribeiro Pinto, do major José da Fonseca Neves, de Maximiano Dias Ribeiro (todos maçons), e de José Joaquim Pinto da Silva, do major José Campello de Miranda, do coronel Manuel Monteiro de Carvalho, de Henrique José Garcia de Moraes, de António Cabral Calheiros Furtado de Lemos, de Manuel Inácio de Figueiredo e Pedro Ricardo de Figueiró (possivelmente maçons), tiveram lugar no dia 18, no Campo de Santana (hoje Campo dos Mártires da Pátria). O general Gomes Freire de Andrade, foi executado na mesma data, no Forte de São Julião da Barra.
Este procedimento da Regência e de Lord Beresford, comandante em chefe britânico do Exército português e regente de facto do reino de Portugal, levou a protestos e intensificou a irritação antibritânica entre os liberais.
Após o julgamento e execução dos acusados, o general Beresford deslocou-se ao Brasil para pedir ao soberano mais recursos e poderes para a repressão do "Jacobinismo". Na ausência, eclodiria a Revolução do Porto (24 de agosto de 1820) de modo que, aquando do seu regresso do Brasil naquele ano, onde conseguira do soberano os poderes pedidos, foi impedido de desembarcar em Lisboa.

### O Sinédrio
Enquanto isso, no Porto, o desembargador da Relação, Manuel Fernandes Tomás, fundou o chamado "Sinédrio". Integrado por maçons, visava causar revolta e adesão no Exército Português.
Aproveitando a ausência de Beresford no Brasil, o Sinédrio cooptou alguns militares que pudessem materializar o seu projeto revolucionário.

### A Revolução de 1820 na Espanha
Em janeiro de 1820 uma revolução eclodiu em Espanha, vindo a restaurar, em março, a chamada Constituição de Cádis (1812), que havia sido "revogada" e dada como nula em 1814. Deste momento em adiante, o país vizinho tornou-se um poderoso propagandeador das ideias do liberalismo nos meios liberais que em Portugal começavam a tomar alguma visibilidade.

## O levantamento no Porto
O movimento articulado no Porto pelo Sinédrio eclodiu no dia 24 de Agosto de 1820. Ainda de madrugada, grupos de militares dirigiram-se para o campo de Santo Ovídio (atual Praça da República), onde formaram em parada, ouviram missa e uma salva de artilharia anunciou publicamente o levante. Às oito horas da manhã, os revolucionários reuniram-se nas dependências da Câmara Municipal, onde constituíram a "Junta Provisional do Governo Supremo do Reino", integrada por:
- Brigadeiro António da Silveira Pinto da Fonseca - Presidente;
- Coronel Sebastião Drago Valente de Brito Cabreira - Vice-presidente;
- Luís Pedro de Andrade e Brederode - Vogal representante do clero;
- Pedro Leite Pereira de Melo - Vogal representante da nobreza;
- Francisco de Sousa Cirne de Madureira - Vogal representante da nobreza;
- Desembargador Manuel Fernandes Tomás - Vogal representante da magistratura
- Fr. Francisco de São Luís - Vogal representante da universidade;
- João da Cunha Sotto Maior - Vogal representante da província do Minho;
- José Maria Xavier de Araújo - Vogal representante da província do Minho;
- José de Melo e Castro de Abreu - Vogal representante da província da Beira;
- Roque Ribeiro de Abranches Castelo Branco - Vogal representante da província da Beira;
- José Joaquim Ribeiro de Moura - Vogal representante da província de Trás-os-Montes;
- José Manuel Ferreira de Sousa e Castro - Vogal representante da província de Trás-os-Montes;
- Francisco José de Barros Lima - Vogal representante do comércio;
- Coronel Bernardo Correia de Castro e Sepúlveda - Vogal  nomeado depois de se constituir a Junta, mas no próprio dia 24;
- José Ferreira Borges - Secretário com voto nas deliberações;
- José da Silva Carvalho - Secretário com voto nas deliberações;
- Francisco Gomes da Silva - Secretário com voto nas deliberações.

Manuel Fernandes Tomás foi o redator do "Manifesto aos Portugueses", no qual se davam a conhecer à nação os objetivos do movimento.
O movimento contou com o apoio de quase todas as camadas sociais: o Clero, a Nobreza, o Exército Português e a população em geral. Entre as suas reivindicações, exigiu convocar as Cortes para elaborar uma constituição para o país, defendendo a autoridade régia e os direitos dos portugueses. Adicionalmente pretendia:
- o imediato retorno da Corte para Portugal, visto como forma de restaurar a dignidade da antiga Metrópole, deslocada para o Brasil; e
- a restauração da exclusividade de comércio com o Brasil (reinstauração do Pacto Colonial).

### O movimento em Lisboa

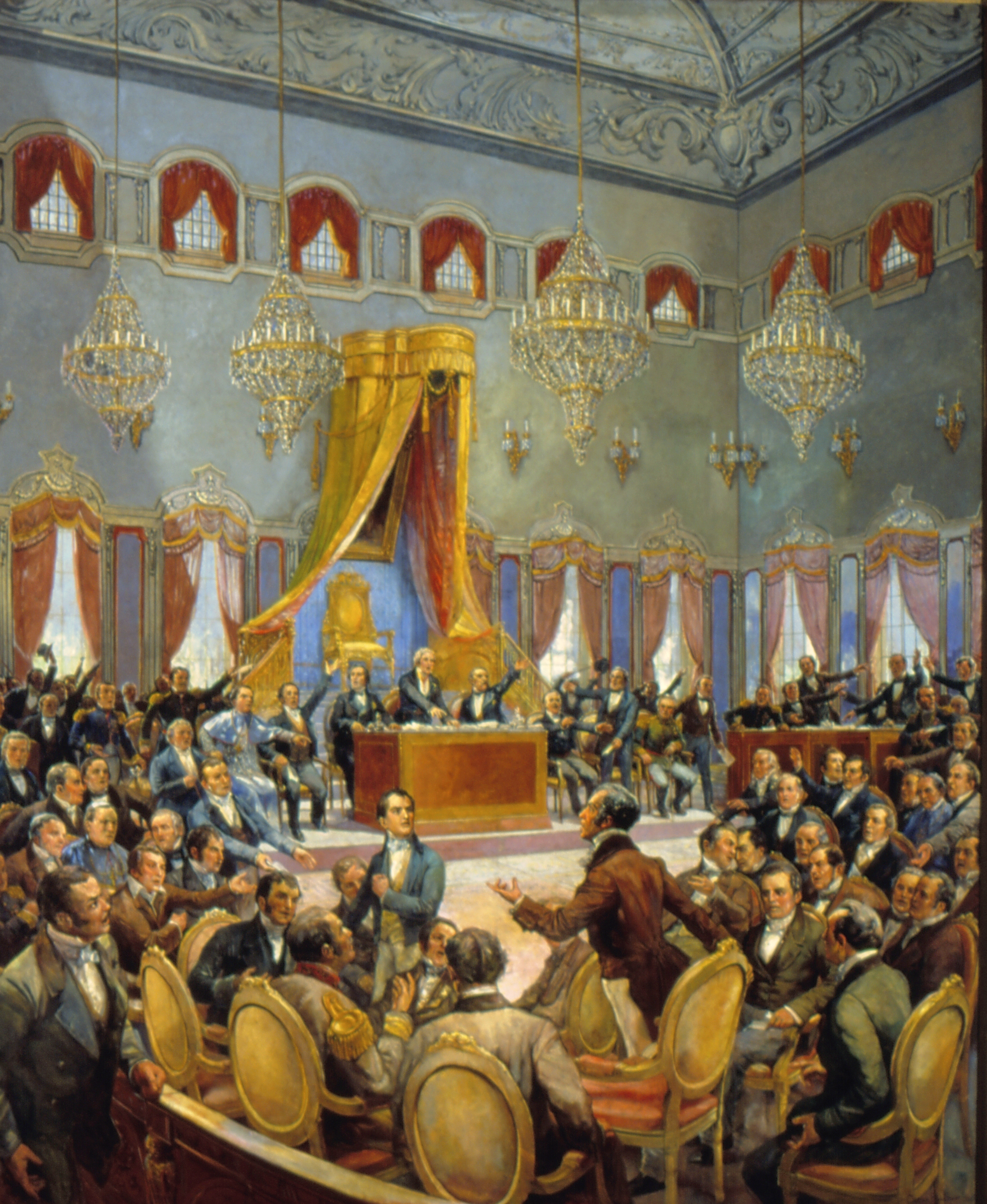
Sessão das Cortes de Lisboa, no Palácio das Necessidades. Deputados reunidos em Assembleia, incluindo representantes das províncias brasileiras, como Antônio Carlos de Andrada (São Paulo), discursando em pé, trajando casaca castanha-tela do pintor brasileiro Óscar Pereira Silva.

A revolução espalhou-se rapidamente, sem resistências, para outros centros urbanos do país, consolidando-se com a adesão de Lisboa.
Aqui, a 15 de setembro de 1820, um movimento de oficiais subalternos, desencadeado pelo tenente Aurélio José de Moraes, com o apoio da burguesia e de populares, depôs os Regentes e constituiu um governo interino.
Finalmente, a 28 de setembro, ambos os governos, do Porto e de Lisboa, uniram-se numa única "Junta Provisional do Supremo Governo do Reino", com o encargo de organizar as eleições para as Cortes Constituintes.

## Consequências

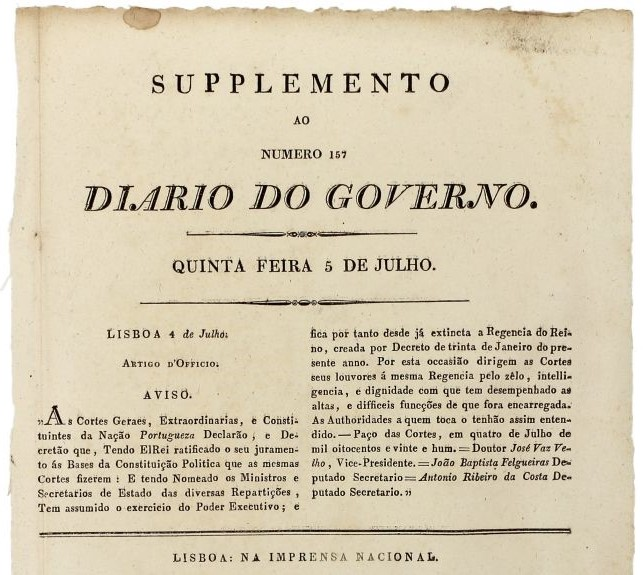
Documento em que as Cortes Gerais e Extraordinárias da Nação Portuguesa efetivam o fim da regência em 1821 devido ao retorno de D. João VI de Portugal.

As Cortes reuniram-se solenemente em Janeiro de 1821. Enquanto a Carta Magna estava a ser redigida, entrou em vigor uma Constituição provisória, que seguia o modelo espanhol mas que era bastante inovador para a época.
Ainda nesse mesmo ano, em 1821, a Corte retornou a Portugal, à exceção de Pedro de Alcântara, que permaneceu no Brasil na condição de Príncipe Regente.
A partir daí, no Brasil, dois projetos serão contrapostos: o de monarquia una, que buscava a subordinação direta das províncias brasileiras a Lisboa, e o de monarquia dual, que defendia a existência de um império indissolúvel, mas com dois reinos distintos. O primeiro projeto era apoiado pelos revolucionários do Porto, o segundo, pela monarquia dos Bragança.
Houve também uma cisão entre as províncias brasileiras. Belém (província do Grão-Pará) e Salvador (província da Bahia) rebelaram-se contra o Rio de Janeiro e instituíram juntas governativas, ou seja, aderiram ao projeto vintista. Outras províncias, como a de São Paulo e a do Rio Grande do Sul, permaneceram fiéis a Pedro I e ao governo do Rio de Janeiro.
Diante do progressivo aumento da pressão das Cortes para a recolonização do Brasil, cristalizou-se entre as elites brasileiras a ideia da independência, que restou proclamada em 7 de setembro de 1822.
A 23 de setembro de 1822 era jurada a primeira Constituição Portuguesa.